# Dicranomyia torpida
Dicranomyia torpida är en tvåvingeart som först beskrevs av Alexander 1948.  Dicranomyia torpida ingår i släktet Dicranomyia och familjen småharkrankar. Inga underarter finns listade i Catalogue of Life.